# جون ك. بيترسن
جون ك. بيترسن (بالإنجليزية: John C. Petersen)‏ هو فلاح وشخصية أعمال وسياسي أمريكي، ولد في 2 نوفمبر 1842، وتوفي في 10 يوليو 1887. حزبياً، نشط في الحزب الديمقراطي. وقد انتخب عضو جمعية ولاية ويسكونسن.